# Zaratyt
Zaratyt – minerał, po raz pierwszy znaleziony w Galicji w Hiszpanii w 1851 i nazwany na cześć hiszpańskiego dyplomaty i dramaturga Antonio Gil y Zárate (1793–1861). Występuje w skałach serpentynowych.